# Zuidelijk halfrond

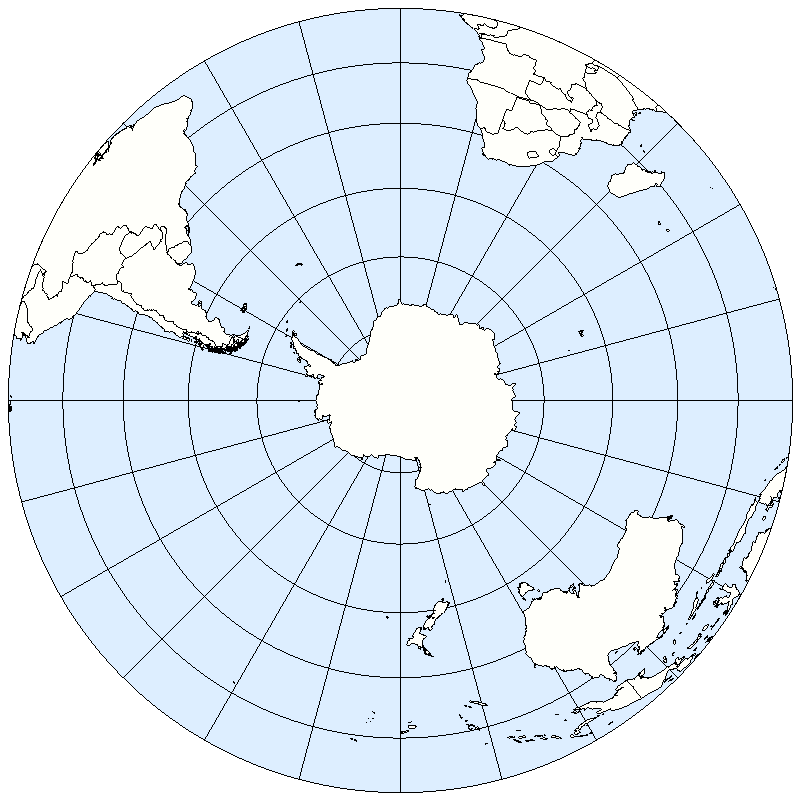
Het zuidelijk halfrond

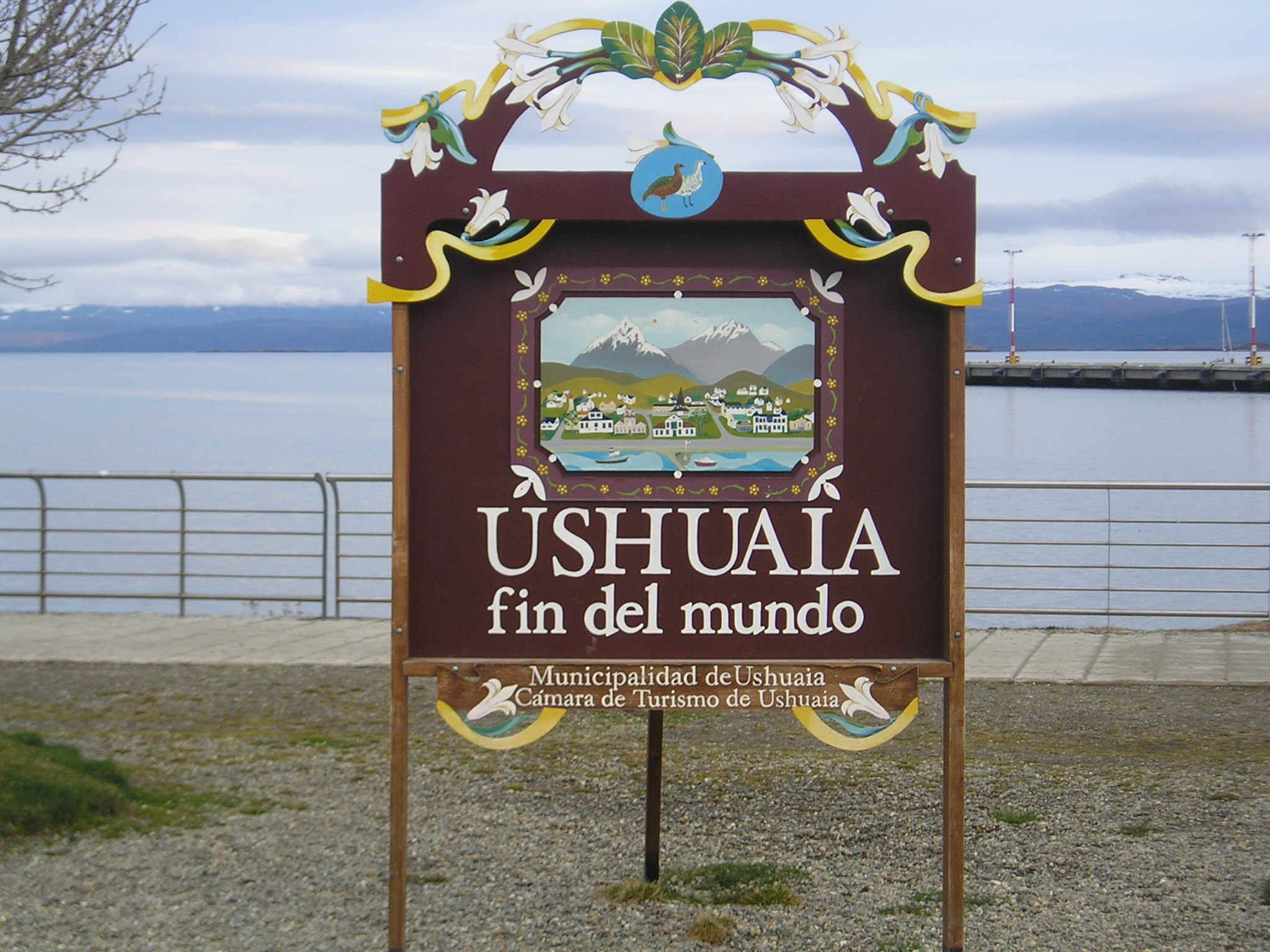
Poster met de tekst "Ushuaia, einde van de wereld". Ushuaia in Argentinië is de meest zuidelijke stad ter wereld.

Het zuidelijk halfrond is het gedeelte van de Aarde ten zuiden van de evenaar.
Het grootste gedeelte van de oppervlakte op het zuidelijk halfrond wordt ingenomen door oceanen; deze maken een aanzienlijk groter deel uit van de totale oppervlakte dan op het noordelijk halfrond. De twee continenten die geheel op het zuidelijke halfrond liggen zijn Australië en Antarctica. Azië, Zuid-Amerika en Afrika liggen gedeeltelijk op het zuidelijk halfrond. Op het zuidelijk halfrond wonen veel minder mensen dan op het noordelijke halfrond; er wonen circa 800 miljoen mensen (10-12% van de wereldbevolking).
De seizoenen op het zuidelijk halfrond zijn tegengesteld aan die op het noordelijk halfrond. Vanaf om en nabij 23 september, wanneer de Zon recht boven de evenaar staat (equinox), beweegt deze schijnbaar steeds verder naar het zuiden, tot hij rond 22 december boven de Steenbokskeerkring staat. Deze dag is ten zuiden hiervan de langste dag van het jaar en betekent het begin van de zomer op het zuidelijk halfrond. Rond 20 maart staat de zon wederom boven de evenaar en begint op het zuidelijk halfrond de herfst.
In tegenstelling tot op het noordelijk halfrond staat de Zon (behalve in het gebied tussen de evenaar en de Steenbokskeerkring) rond het middaguur in het noorden en beweegt gedurende de dag schijnbaar van rechts naar links.
De Poolster, die op het noordelijk halfrond als oriëntatiepunt kan worden gebruikt, is niet te zien op het zuidelijk halfrond. Hier zijn echter enkele sterrenbeelden te zien die juist in het noorden niet of nauwelijks te zien zijn, zoals het Zuiderkruis.
Vanaf het zuidelijke halfrond is elk sterrenbeeld dat in de buurt van de hemelevenaar ligt ondersteboven te zien in vergelijking met hoe iemand er vanuit het noordelijke perspectief tegenaan kijkt. Iemand die vanaf het zuidelijke halfrond naar het sterrenbeeld boven de evenaar staat te kijken staat omgedraaid ten opzichte van iemand die vanaf het noordelijke halfrond in de richting van de evenaar die kant op kijkt. Vandaar dat ook links en rechts van het sterrenbeeld zijn verwisseld, zoals Orion. Niet echt een duidelijk voorbeeld, omdat het zo'n relatief symmetrisch sterrenbeeld is.